# Gerhard Frederik Sandberg
Jhr. mr. dr. Gerhard Frederik Sandberg (Rotterdam, 4 maart 1923 – 's-Gravenhage, 11 januari 2014) was een Nederlands archivaris en publicist.

## Biografie
Sandberg was een lid van het geslacht Sandberg en een zoon van advocaat en procureur jhr. mr. Abraham Matthias Cornelis Sandberg (1894-1970) en diens eerste vrouw mr. Davina Adriana barones van Till (1895-1989), lid van de familie Van Till. Hij trouwde in 1955 met Marie Elisabeth Annette Braat (1925-1991) en in 1997 met Ilona Praetorius (1933); uit het eerste huwelijk werden drie kinderen geboren.
Sandberg studeerde rechten en promoveerde in 1970 aan de Universiteit Leiden op Overzetveren in Zeeland. Hij werd chartermeester bij het toenmalige Rijksarchief Zeeland in Middelburg. Naast het publiceren van archiefinventarissen (waaronder die over het belangrijke Zeeuwse geslacht Schorer) was hij een actief lid van het Koninklijk Zeeuwsch Genootschap der Wetenschappen. Hij was tevens rechtsridder van de Johanniter Orde.